# Fontegreca
Fontegreca är en ort och kommun i provinsen Caserta i regionen Kampanien i Italien. Kommunen hade 792 invånare (2017).